# Романовский сельсовет (Александровский район)
Романовский сельсовет — сельское поселение в Александровском районе Оренбургской области Российской Федерации.
Административный центр — посёлок Романовский.

## История
Статус и границы сельского поселения установлены Законом Оренбургской области от 9 марта 2005 года № 1892/320-III-ОЗ «О муниципальных образованиях в составе муниципального образования Александровский район Оренбургской области»

## Население
| 2010 | 2012 | 2013 | 2014 | 2015 | 2016 | 2017 |
| ---- | ---- | ---- | ---- | ---- | ---- | ---- |
| 812  | ↘758 | ↘744 | ↘736 | ↘721 | ↘704 | ↘680 |
| 2018 | 2019 | 2020 | 2021 |      |      |      |
| ↘678 | ↘662 | ↘635 | ↘619 |      |      |      |

## Состав сельского поселения
| № | Населённый пункт | Тип населённого пункта          | Население |
| - | ---------------- | ------------------------------- | --------- |
| 1 | Гавриловка       | село                            | 69        |
| 2 | Новодмитриевка   | село                            | 53        |
| 3 | Романовский      | посёлок, административный центр | 430       |
| 4 | Северный         | посёлок                         | 260       |